# Kuurne-Brussel-Kuurne 2022
De 74e editie van de Belgische wielerwedstrijd Kuurne-Brussel-Kuurne werd gehouden op 27 februari 2022. De start en finish vonden plaats in Kuurne. De wedstrijd maakte deel uit van de UCI ProSeries-kalender als 1.Pro wedstrijd. Titelverdediger Mads Pedersen werd opgevolgd door Fabio Jakobsen.

## Hellingen
| Nr. | Helling            | Gemeente            | Km+   | Km–   | Lengte  | Hoogte | Hoogte | Hoogte   | Stijgingspercentage | Stijgingspercentage |
| Nr. | Helling            | Gemeente            | Km+   | Km–   | Lengte  | Start  | Top    | Verschil | Gemiddeld           | Maximum             |
| --- | ------------------ | ------------------- | ----- | ----- | ------- | ------ | ------ | -------- | ------------------- | ------------------- |
| 1   | Tiegemberg         | Tiegem              | 17,1  | 178,0 | 1.400 m | 28 m   | 82 m   | 54 m     | 4,0 %               | 8,0 %               |
| 2   | Kattenberg         | Oudenaarde          | 35,2  | 159,9 | 900 m   | 14 m   | 62 m   | 49 m     | 5,6 %               | 10,3 %              |
| 3   | Boembeke           | Zwalm               | 56,6  | 138,5 | 1.100 m | 27 m   | 79 m   | 52 m     | 4,8 %               | 8,2 %               |
| 4   | Bossenaarberg      | Etikhove/Maarkedal  | 75,0  | 120,1 | 1.300 m | 26 m   | 82 m   | 56 m     | 4,3 %               | 9,0 %               |
| 5   | Berg ten Houte     | Maarkedal           | 78,4  | 116,7 | 1.100 m | 47 m   | 116 m  | 69 m     | 6,2 %               | 13,0 %              |
| 6   | Hoppeberg          | Vloesberg           | 85,5  | 109,6 | 1.880 m | 61 m   | 141 m  | 80 m     | 4,8 %               | 10,0 %              |
| 7   | Hameau des Papins  | Frasnes-lez-Anvaing | 103,4 | 91,7  | 1.200 m | 57 m   | 135 m  | 81 m     | 6,6 %               | 16,2 %              |
| 8   | Le Bourliquet      | Frasnes-lez-Anvaing | 112,3 | 82,8  | 1.300 m | 42 m   | 130 m  | 88 m     | 6,8 %               | 15,3 %              |
| 9   | Mont Saint-Laurant | Frasnes-lez-Anvaing | 117,3 | 77,8  | 1.200 m | 48 m   | 141 m  | 93 m     | 7,8 %               | 17,0 %              |
| 10  | Kruisberg          | Ronse               | 126,9 | 68,2  | 1.875 m | 32 m   | 122 m  | 90 m     | 4,8 %               | 9,0 %               |
| 11  | Hotondberg         | Kluisbergen         | 128,1 | 67,0  | 2.700 m | 34 m   | 162 m  | 128 m    | 3,1 %               | 7,5 %               |
| 12  | Knokteberg         | Mont-de-l'Enclus    | 135,1 | 59,6  | 1.260 m | 35 m   | 123 m  | 88 m     | 7,0 %               | 13,0 %              |
| 13  | Kluisberg          | Kluisbergen         | 142,8 | 52,3  | 1.100 m | 27 m   | 140 m  | 113 m    | 6,3 %               | 11,0 %              |

## Uitslag
| Plaats  | Naam               | Ploeg                              | Tijd     |
| ------- | ------------------ | ---------------------------------- | -------- |
| Winnaar | Fabio Jakobsen     | Quick Step-Alpha Vinyl             | 4u32'13" |
| 2       | Caleb Ewan         | Lotto Soudal                       | z.t.     |
| 3       | Hugo Hofstetter    | Arkéa Samsic                       | z.t.     |
| 4       | Daniel McLay       | Arkéa Samsic                       | z.t.     |
| 5       | Giacomo Nizzolo    | Israel-Premier Tech                | z.t.     |
| 6       | Dries Van Gestel   | TotalEnergies                      | z.t.     |
| 7       | Amaury Capiot      | Arkéa Samsic                       | z.t.     |
| 8       | Christophe Laporte | Team Jumbo-Visma                   | z.t.     |
| 9       | Matteo Trentin     | UAE Team Emirates                  | z.t.     |
| 10      | Taco van der Hoorn | Intermarché-Wanty-Gobert Matériaux | z.t.     |
| 11      | Alexander Kristoff | Intermarché-Wanty-Gobert Matériaux | z.t.     |
| 12      | Tim Merlier        | Alpecin-Fenix                      | z.t.     |
| 13      | Phil Bauhaus       | Bahrain Victorious                 | z.t.     |
| 14      | Mike Teunissen     | Team Jumbo-Visma                   | z.t.     |
| 15      | Jasper Stuyven     | Trek-Segafredo                     | z.t.     |
| 16      | Nils Eekhoff       | Team DSM                           | z.t.     |
| 17      | Dion Smith         | Team BikeExchange Jayco            | z.t.     |
| 18      | Laurenz Rex        | Bingoal Pauwels Sauces WB          | z.t.     |
| 19      | Milan Menten       | Bingoal Pauwels Sauces WB          | z.t.     |
| 20      | Oliver Naesen      | AG2R-Citroën                       | z.t.     |

1945 · 1946 · 1947 · 1948 · 1949 · 1950 · 1951 · 1952 · 1953 · 1954 · 1955 · 1956 · 1957 · 1958 · 1959 · 1960 · 1961 · 1962 · 1963 · 1964 · 1965 · 1966 · 1967 · 1968 · 1969 · 1970 · 1971 · 1972 · 1973 · 1974 · 1975 · 1976 · 1977 · 1978 · 1979 · 1980 · 1981 · 1982 · 1983 · 1984 · 1985 · 1986 · 1987 · 1988 · 1989 · 1990 · 1991 · 1992 · 1993 · 1994 · 1995 · 1996 · 1997 · 1998 · 1999 · 2000 · 2001 · 2002 · 2003 · 2004 · 2005 · 2006 · 2007 · 2008 · 2009 · 2010 · 2011 · 2012 · 2013 · 2014 · 2015 · 2016 · 2017 · 2018 · 2019 · 2020 · 2021 · 2022 · 2023 · 2024 · 2025
Lijst van beklimmingen